# Nicolae Robu (delegat)
Nicolae Robu (n. 1866, Hălmagiu, județul Arad – d. 1947, Deva, județul Hunedoara) a fost un deputat în Marea Adunare Națională de la Alba Iulia, organismul legislativ reprezentativ al „tuturor românilor din Transilvania, Banat și Țara Ungurească”, cel care a adoptat hotărârea privind Unirea Transilvaniei cu România, la 1 decembrie 1918 :p. 222.

## Biografie
Nicolae Robu s-a născut în Hălmagiu, în vechiul comitat Zarand, astăzi județul Arad, unde tatăl său era notar cercual. A urmat școala primară în comuna natală. Face studiile medii la Gimnaziul de stat din Sibiu, pentru ca cele universitare să le urmeze la Facultatea de Medicină a Universității din Innsbruck, Tirol, unde a luat mai târziu și diploma de doctor în medicină universală.:p. 234-235
După terminarea studiilor, a ocupat postul de medic de circumscripție în Baia de Criș până la 9 ianuarie 1919, când este numit de Consiliul Dirigent ca medic primar al comitatului Hunedoara, cu sediul la Deva, post pe care îl păstrează până la pensionarea din 31 decembrie 1930. În timp ce a fost medic la Baia de Criș, Nicolae Robu a acționat pe teren național și cultural în cadrul societăților locale. Ca medic primar a condus cu pricepere și devotament rețeaua sanitară din județ până la pensionare. După retragerea în pensie a continuat să trăiască în Deva :pp. 234-235.
A fost căsătorit cu Aurelia Candrea (1875-1954), fiica avocatului Gherasim Candrea (1841-1905), cu care a avut patru fete, dintre care și pe dr. Maria  Drăgan. A decedat la Deva, fiind înmormântat în vechiul cimitir ortodox din Deva.:pp. 234-235

## Activitatea politică

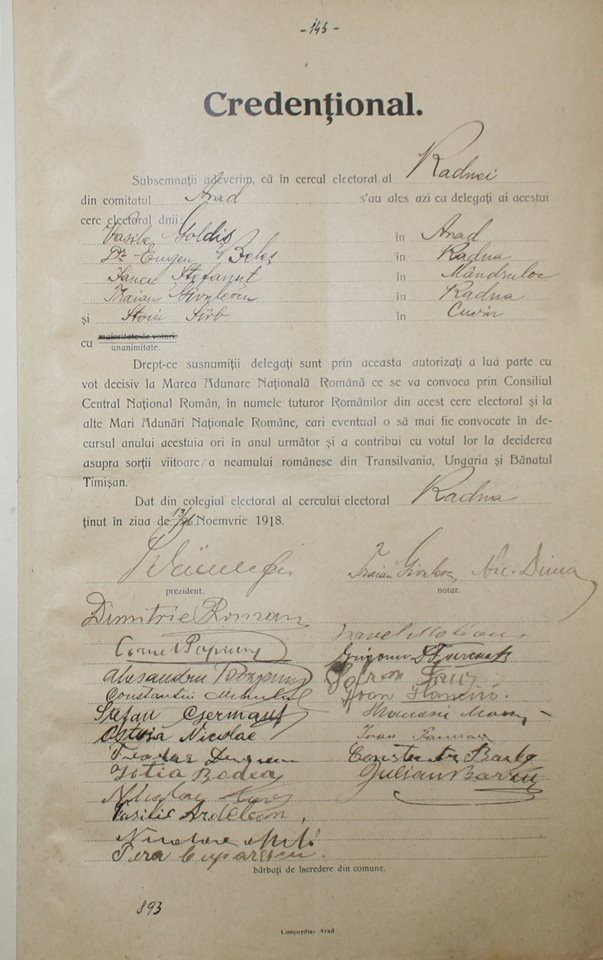
Credențional

Ca deputat în Adunarea Națională din 1 decembrie 1918 a fost delegat al Cercului electoral Baia de Criș :pp. 221-222.
Cu privire la alegerea lui ca deputat la Marea Adunare Națională de la Alba Iulia din decembrie 1918, Dr. Nicolae Robu declara: am fost ales în acest scop în calitate de intelectual în delegația de 3, de către adunarea poporală a plășilor Baia de Criș și Brad, județul Hunedoara, ținută în luna noiembrie 1918, în comuna Brad. Ceilalți membri au fost: părintele protopop unit Nicolae Bolbocar, decedat la Baia de Criș, și Petru Rișcuța, plugar sanitar la Rișca :pp. 234-235.

## Recunoașteri
A fost recompensat pentru activitatea sa cu decorația de Cavaler al Coroanei României, cu medalia Crucea Meritul Sanitar, clasa I și cu titlul de Comandor al Coroanei României :pp. 234-235.